# RRC „Günther 1921“ Köln-Longerich
Der Radrennclub „Günther 1921“  e.V. Köln-Longerich war bis 2018 ein Radsportverein in Köln, der im Kölner Stadtteil Longerich beheimatet war.

## Geschichte
Der Verein wurde 1921 gegründet. In Erinnerung an den 1918 tödlich verunglückten Kölner Radrennfahrer Peter Günther erhielt er den Namenszusatz „Günther“. In den 1920er Jahren waren die Brüder Adolf und Christian Pützfeld, die zu den Gründungsmitgliedern gehörten, die bekanntesten Fahrer. 1933 wurde der Verein verboten. Nach dem Zweiten Weltkrieg kamen der Tour-de-France-Teilnehmer und Steher-Weltmeister Wilfried Peffgen, der deutsche Meister Friedhelm Fischerkeller und Tandem-Weltmeister Hans-Jürgen Greil aus dem Verein. Weitere bekannte Mitglieder sind die Schwestern Gabi und Beate Habetz, Gina Haatz, Andreas Kappes sowie der langjährige Bundestrainer Jochen Dornbusch. Von 2001 bis 2006 existierte das Marcel-Wüst-Juniorteam, das von Werner Stauff und Werner Wüller betreut wurde und dem u. a. Andreas Stauff und Maurice Calles entstammen.
Seit 1952 veranstaltet der Verein am Pfingstmontag das Rundstreckenrennen „Rund um Köln-Longerich“, das später in „Cologne Classic“ umbenannt wurde. Sportlicher Leiter bis 2011 war Marcel Wüst, der selbst das Rennen zweimal gewann, und seitdem Ralf Grabsch. 2015 sowie 2016 fanden im Rahmen des „Cologne Classic“ ein Paracycling-Europacup sowie die deutschen Paracycling-Meisterschaften statt.
2011 hatte der Verein rund 200 Mitglieder und war damit einer der mitgliederstärksten im Bezirk Köln; Vorsitzender war Gino Baudrie. Ende 2018 verschmolz sich der Verein mit dem bis dahin ältesten Kölner Radsportverein RC Durch sowie der Renngemeinschaft der Heinrich-Böll-Gesamtschule. Der neue Verein trägt den Namen Cologne Cycling Club. Den Vorsitz bilden Baudrie, Thomas Müller, ehemals RC Durch, sowie Werner Schleicher von der Gesamtschule.
Ab 2015 wurden im Rahmen der dreitägigen Wettbewerbe auch Rennen auf Landesebene sowie Europacup-Rennen im Paracycling (in Elsdorf) durchgeführt.

## Siegerliste des „Cologne Classic“ (bis 2018)
- 2018  Alexander Krieger
- 2017  Lars Teutenberg
- 2016  Enzo Wouters
- 2015  Alexander Geuens
- 2014  Dominik Roels
- 2013  Daniel McLay
- 2012  Lars Telschow
- 2011  Olivier Pardini
- 2010  Artur Gajek
- 2009  Dominik Roels
- 2008  Darren Lapthorne
- 2007  Corey Sweet
- 2006  André Greipel
- 2005  André Schulze
- 2004  Björn Glasner
- 2003  Andreas Beikirch
- 2002  Jason Philipps
- 2001  Rafael Chyla
- 2000  Bert Grabsch
- 1999  Jens Heppner
- 1998  Andreas Kappes
- 1997  Lars Teutenberg
- 1996  Marcel Wüst
- 1995  Marcel Wüst
- 1994  Hardy Zimmermann
- 1993 nicht ausgetragen
- 1992  Henk Vogels
- 1991  André Düren
- 1990  Zdzisław Wrona
- 1989  Thomas Campana
- 1988  Han Vanhold
- 1987  Jochen Görgen
- 1986  Manfred Britz
- 1985  Achim Stadler
- 1984  Werner Stauff
- 1983  Uwe Burbach
- 1982  Achim Stadler
- 1981  Werner Stauff
- 1980  Gerd Sprave
- 1979  Viktor Schraner
- 1978  Arie Hassink
- 1977  Sven Langholm
- 1976  Arie Hassink
- 1975  Manfred Fenner
- 1974  Herbert Fenner
- 1973  Dieter Uebing
- 1972  Alfred Gaida
- 1971  Erwin Tischler
- 1970  Walter Küster
- 1969  Ingo Rossbach
- 1968 nicht ausgetragen
- 1967  Jürgen Kißner
- 1966  Erwin Derlick
- 1965  Wilfried Peffgen
- 1964  Wilfried Peffgen
- 1964  Wilfried Peffgen
- 1963  Dieter Koslar
- 1962  Karl-Heinz Henricks
- 1961  Werner Limbach
- 1960  Erhard Lippeck
- 1959  Helmut Kuckelkorn
- 1958  Herbert Wallenborn
- 1957  Herbert Wallenborn
- 1956  Peter Humann
- 1955  Pierre Thielemans
- 1954  Gustaaf Vervaet
- 1953  Manfred Donike
- 1952  Heinz Müller

## Galerie

Logo des Cologne Classic
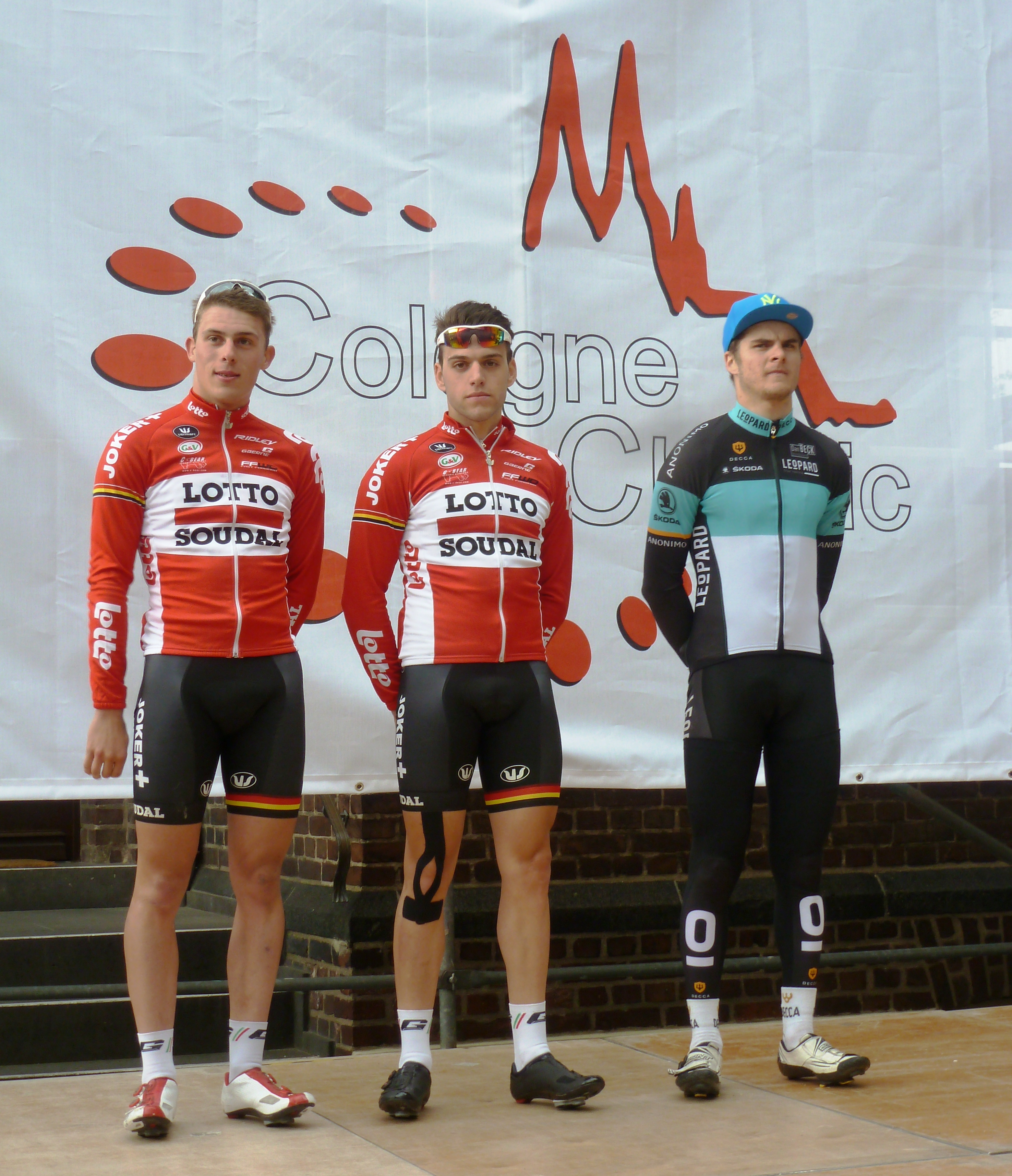
Podium der Profis 2015: Enzo Wouters, Alex Geukens, Alexander Krieger (v. l. n. r.)
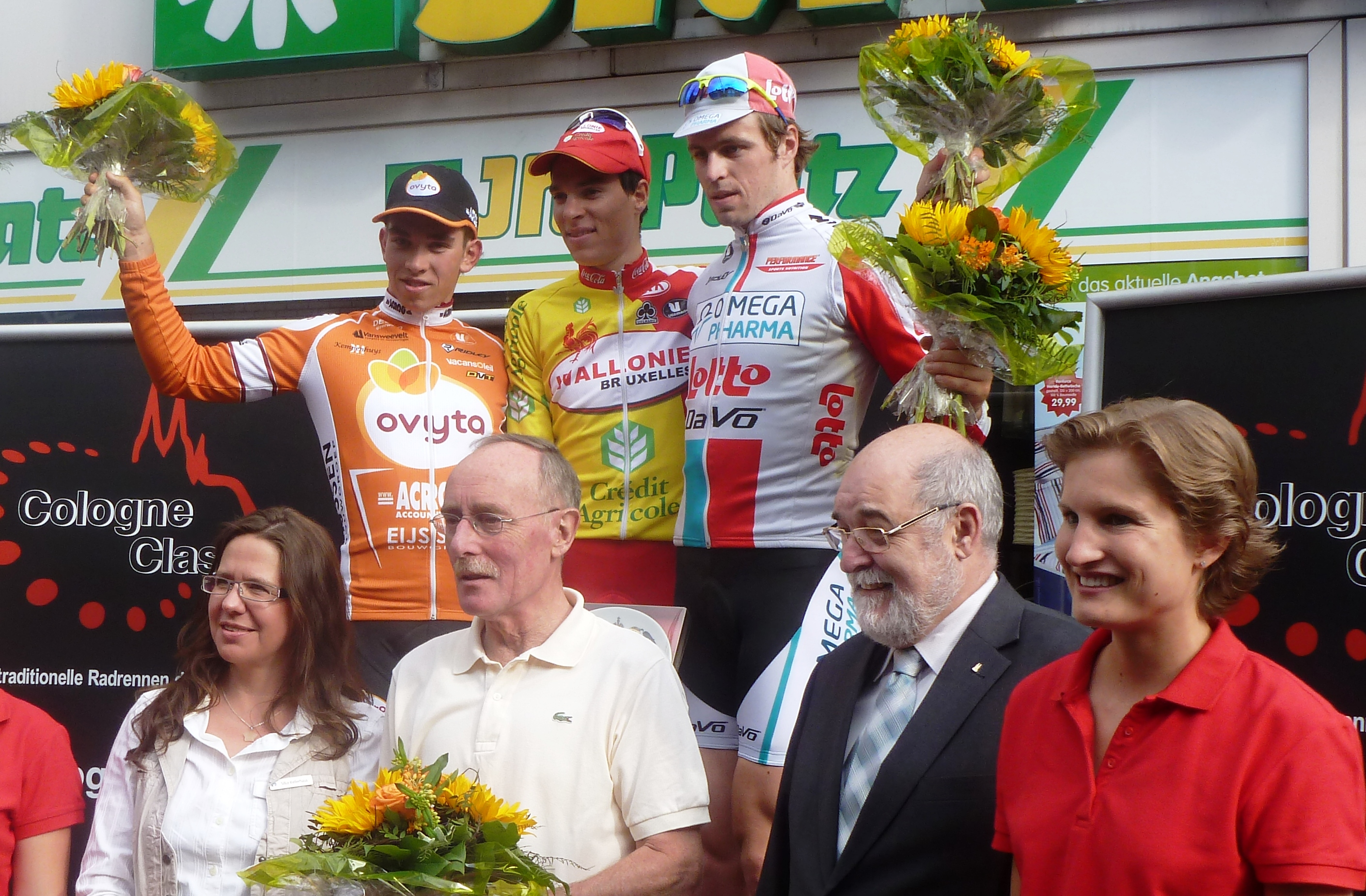
Podium der Profis 2011: Sean De Bie, Olivier Pardini, Daniel MacLay (v. l. n. r.)
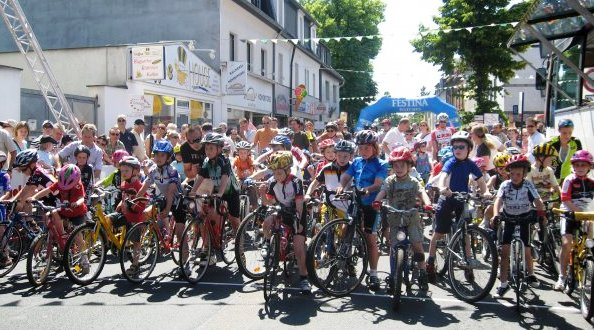
Start zum „ersten Schritt“ 2009
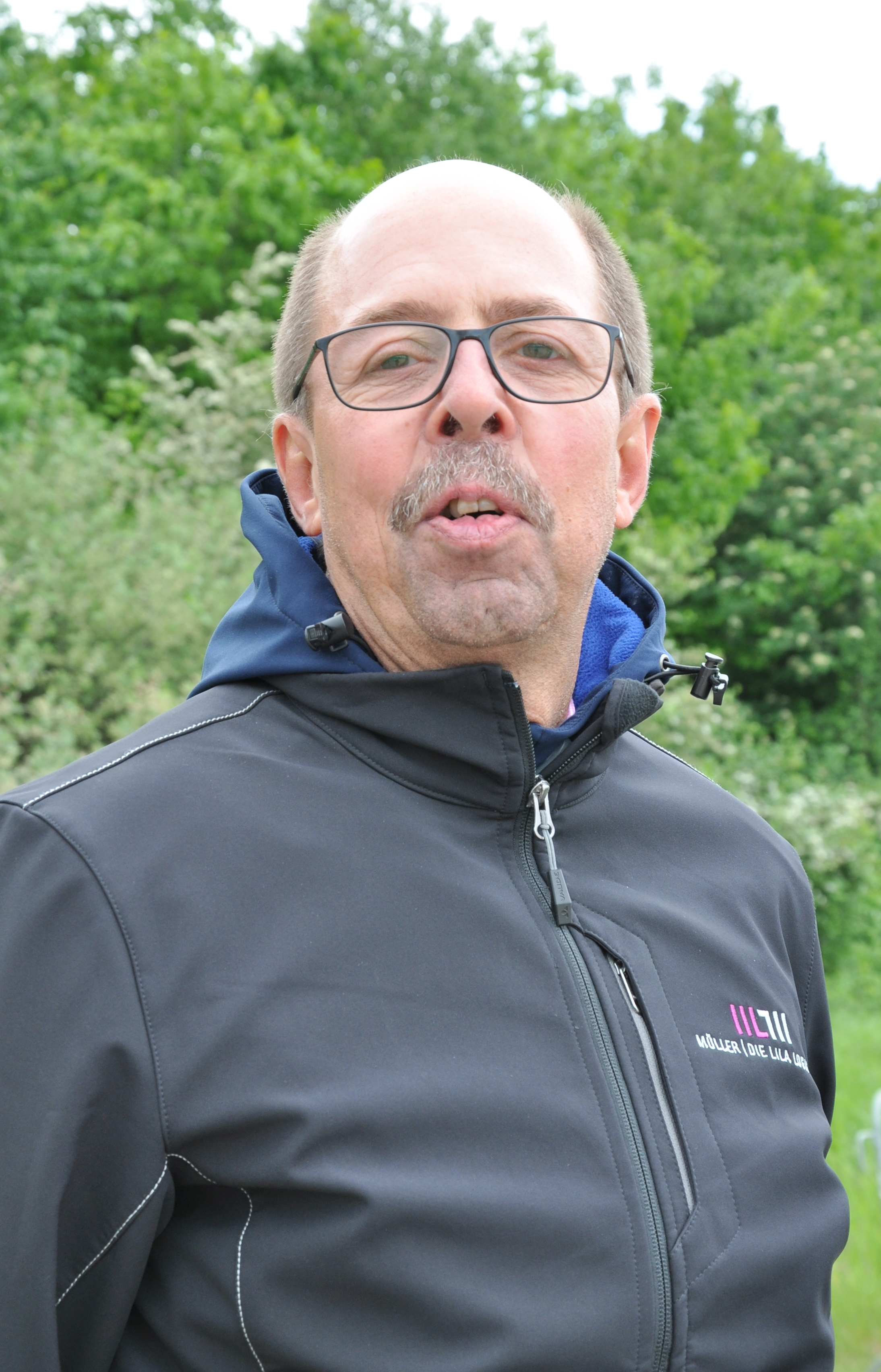
Gino Baudri, Organisator des Rennens